# 다사도역
다사도역(多獅島驛)은 조선민주주의인민공화국 평안북도 염주군 다사로동자구에 위치한 다사도선의 철도역이다.